# أيام الإجازة (مسلسل)
أيام الإجازة مسلسل تلفزيوني كوميدي عراقي، تأليف عبد الباري العبودي وإخراج عماد عبد الهادي. بطولة محمد حسين عبدالرحيم وهناء محمد.عرض على قناة تلفزيون العراق في عام 1985، واستمر لخمسة وعشرون حلقة. تدور احداث المسلسل في بغداد حول شخصية أبو نائل "محمد حسين عبد الرحيم"، موظف يحصل على إجازة تستمر لمدة شهر، يحاول أبو نادر أن يستمتع بالإجازة لكنه يمر بمواقف عديدة تصاغ بطريقة كوميدية.
قامت قناة العراقية بإنتاج أيام الإجازة الجزء الثاني  عام 2019 وعرض في شهر رمضان على قناة العراقية وكان الجزء الثاني من إخراج علي فاضل ومشاركة فريق ولاية بطيخ وهند نزار، جمانة كريم.

## طاقم التمثيل

### شخصيات رئيسية
- محمد حسيين عبدالرحيم بدور أبو نائل، الشخصية الرئيسية في المسلسل، وزوج لبيبة[4]
- هناء محمد بدور لبيبة، زوجة أبو نائل
- فاطمة الربيعي بدور والدة لبيبة

### شخصيات ثانوية
- أمل طه[3]
- صبحي العزاوي
- خليل الرفاعي
- فوزي مهدي
- حاتم سلمان
- زهير محمد رشيد
- عامر جهاد
- محسن العلي
- راسم الجميلي
- عبد الجبار كاظم

## وصلات خارجية
- أيام الإجازة على موقع قاعدة بيانات الأفلام العربية

- أيام الإجازة على موقع السينما دوت كوم[وصلة مكسورة]